# Obština Dolna Mitropolija
Obština Dolna Mitropolija (bulharsky Община Долна Митрополия) je bulharská jednotka územní samosprávy v Plevenské oblasti. Leží ve středním Bulharsku v Dolnodunajské nížině, u Dunaje a hranic s Rumunskem. Sídlem obštiny je město Dolna Mitropolija, kromě něj zahrnuje obština 1 město a 14 vesnic. Žije zde necelých 20 tisíc stálých obyvatel.

## Sídla
Všechna sídla v obštině jsou samosprávná.
- Bajkal
- Bivolare
- Božurica
- Bregare
- Dolna Mitropolija[p 1] (sídlo správy)
- Gorna Mitropolija
- Gostilja
- Komarevo
- Krušovene
- Orechovica
- Pobeda
- Podem
- Riben
- Slavovica
- Staverci
- Trăstenik[p 1]

## Sousední obštiny
| Růžice kompasu | Orjachovo |                           | Guljanci | Růžice kompasu |
| Růžice kompasu | Kneža     | Sever                     |          | Růžice kompasu |
| Růžice kompasu | Kneža     | Obština Dolna Mitropolija |          | Růžice kompasu |
| Růžice kompasu | Kneža     | Jih                       |          | Růžice kompasu |
| Růžice kompasu | Iskăr     | Dolni Dăbnik              | Pleven   | Růžice kompasu |

## Obyvatelstvo
V obštině žije 19 161 obyvatel a je zde trvale hlášeno 18 712 obyvatel. Podle sčítání 7. září 2021 bylo národnostní složení následující:
- Bulhaři: 14 288 (89.4 %)
- Romové: 1 311 (8.2 %)
- Turci: 329 (2.1 %)
- ostatní: 63 (0.4 %)

V období 2011 až 2021 v obštině ubylo 2 923 obyvatel.